# Lijn 8 (metro van Barcelona)
 — Lijn 8, roze gekleurd (eindstations: Plaça Espanya - Molí Nou | Ciutat Cooperativa) van de FGC maakt deel uit van de metro van Barcelona en valt onder ATM's eenheidstarief. Hij verbindt Plaça d'Espanya, in het district Sants-Montjuïc met de steden L'Hospitalet de Llobregat, Cornellà de Llobregat en Sant Boi de Llobregat in de metropool Barcelona.

## Overzicht
De roze lijn, voornamelijk ondergronds, verbindt Plaça d'Espanya, in Barcelona, met Sant Boi de Llobregat, via L'Hospitalet de Llobregat. De opening van deze lijn was in 1912 als treinverbinding en heette toen S3 tot 2003, vandaar de naam van de voorstedelijke verlenging van de lijn, S33. Het maakt ook deel uit van de lijn Llobregat-Anoia en de Metro del Baix Llobregat-spoorlijn van FGC.
Een uitbreiding van de lijn verder richting het centrum van Barcelona, met een nieuw station in Plaça Francesc Macià, staat op dit moment gepland. Het verbindt zowel de metrolijn als de Baix Llobregat-lijn met Trambaix-routes T1, T2 en T3 en de Vallès lijn.

## Technische gegevens
- Kleur op de kaart : Roze
- Aantal stations: 11
- Type: Conventionele metro (gecombineerd met voorstedelijke stoptreinlijnen)
- Lengte: 12 km
- Rollend materiaal: 211 en 213 serie
- Reistijd: 30 minuten
- Spoorbreedte: 1000 mm
- Aandrijving: Elektrisch
- Voeding: Standaard bovenleiding
- Openluchtgedeelten: Ja (Tussen Cornellà-Riera en Molí Nou-Ciutat Cooperativa)
- Mobieletelefoondekking: Alle lijnen
- Depots: Martorell
- Uitvoerder: FGC

## Huidige stations
- Plaça Espanya (L1, L3)
- Magòria-La Campana
- Ildefons Cerdà
- Europa-Fira (L9)
- Gornal (RENFE)
- Sant Josep
- Avinguda Carrilet (L1)
- Almeda
- Cornellà-Riera
- Sant Boi
- Molí Nou | Ciutat Cooperativa